# ゴンゾー・ジャーナリズム
ゴンゾー・ジャーナリズム（英: gonzo journalism）は、ニュー・ジャーナリズムの流れに属し、主観的な記述を特徴とするジャーナリズムのスタイルのひとつである。ジャーナリズムに通常求められる客観性よりも、自らを取材対象の中に投じてその本質を伝えることを重視する。このため、文中に筆者自身が登場して一人称で綴られることが多く、事実のみを伝達するのではなく、筆者の感情や想像が織り交ぜられる。このような特徴から、正統的なジャーナリズムからは異端視されることも多い。
"gonzo"という語は元々イタリア語であり「簡単に騙される鈍くて愚かな(人)」を意味するが、英俗語では「変わった・いかれた」「いかれたやつ、ばか」といった意味で使用されていた。"gonzo journalism"という表現は、1970年にハンター・S・トンプソンが書いた記事への批評で用いられたのが最初であるが、これはむしろ好意的な文脈で用いられたものであった。そして、後に、トンプソンを中心とする新しいジャーナリズムの一派のスタイルが、ゴンゾー・ジャーナリズムと呼ばれるようになった。
日本では、石丸元章がゴンゾー・ジャーナリストを自称している。